# Corra Linn Dam
Corra Linn Dam är en dammbyggnad i Kanada.   Den ligger i provinsen British Columbia, i den södra delen av landet, 3 100 km väster om huvudstaden Ottawa. Corra Linn Dam ligger 513 meter över havet.
Terrängen runt Corra Linn Dam är bergig österut, men västerut är den kuperad. Corra Linn Dam ligger nere i en dal. Trakten runt Corra Linn Dam är nära nog obefolkad, med mindre än två invånare per kvadratkilometer.. Närmaste större samhälle är Nelson, 13,7 km öster om Corra Linn Dam.
I omgivningarna runt Corra Linn Dam växer i huvudsak barrskog.